# Memorial Sloan-Kettering Cancer Center

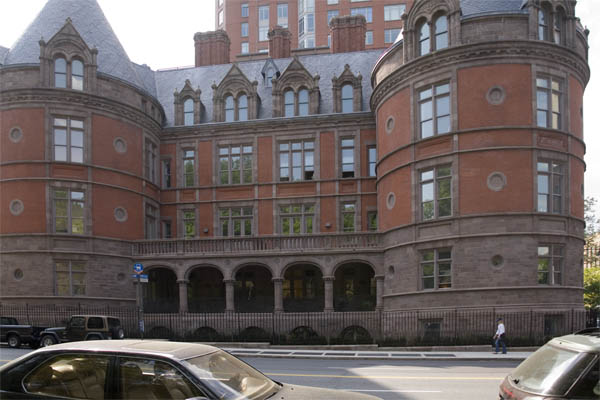
L'originale New York Cancer Hospital, costruito nel 1884–86 al 455 di Central Park West, ora destinato a uso abitativo

Il Memorial Sloan–Kettering Cancer Center (MSKCC) è un centro per la ricerca e il trattamento del cancro fondato nel 1884 come New York Cancer Hospital.
La struttura principale è situata a New York, al 1275 di York Avenue, tra la 67ª e la 68ª strada. Altre sono presenti a Basking Ridge nel New Jersey, a Long Island e nella Contea di Westchester.

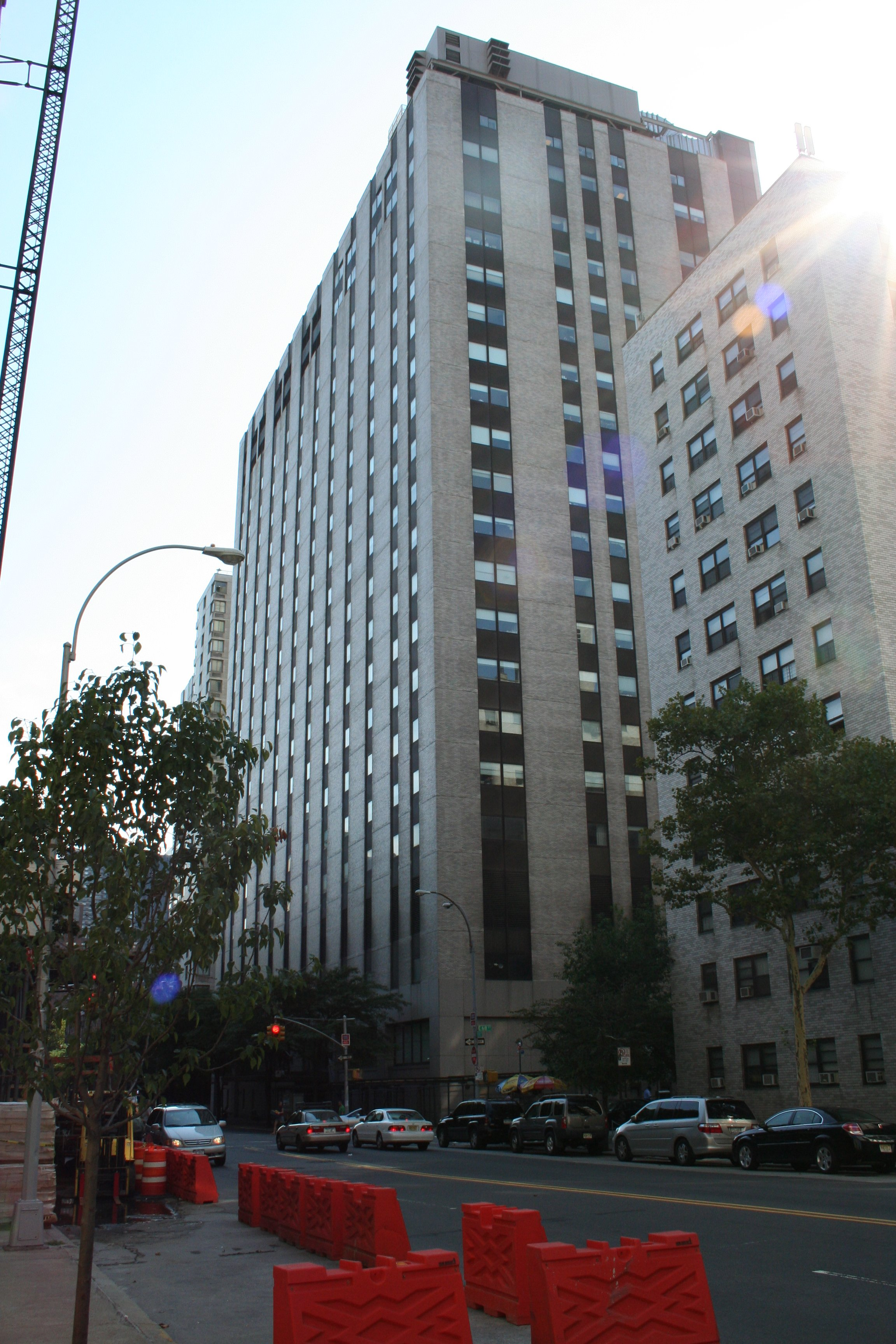